# Doleserpeton
Doleserpeton jest nazwą rodzajową niewielkiego płaza z rzędu temnospondyli, żyjącego we wczesnym permie (285 milionów lat temu). Jego szczątki odkryto w kamieniołomie Dolese w Oklahomie. Jego kręgi wykazują budowę podobną do kręgów współczesnych płazów. Odnaleziono wiele czaszek zwierzęcia, mające zaledwie 1 cm długości. Możliwe, że należały do osobników młodocianych. Doleserpeton należał do nadrodziny Dissorphoidea, wykształconej pod koniec karbonu i trwającej przez perm.
| ← mln lat temuDoleserpeton |          |            |          |          |           |         |          |         |          |           |      |    |
| Prekambr←4,6 mld           | Kambr541 | Ordowik485 | Sylur443 | Dewon419 | Karbon359 | Perm299 | Trias252 | Jura201 | Kreda145 | Paleog.66 | Ng23 | Q2 |